# یواس‌اس تالادگا (ای‌پی‌ای-۲۰۸)
یواس‌اس تالادگا (ای‌پی‌ای-۲۰۸) (به انگلیسی: USS Talladega (APA-208)) یک کشتی بود که طول آن ۴۵۵ فوت (۱۳۹ متر) بود. این کشتی در سال ۱۹۴۴ ساخته شد.